# Bispinolakis
Bispinolakis is een geslacht van rechtvleugeligen uit de familie sabelsprinkhanen (Tettigoniidae). De wetenschappelijke naam van dit geslacht is voor het eerst geldig gepubliceerd in 1998 door Ingrisch.

## Soorten
Het geslacht Bispinolakis  is monotypisch en omvat slechts de volgende soort:
- Bispinolakis longicauda (Ingrisch, 1998)